# 有吉奈生子
有吉 奈生子（ありよし なおこ、1971年10月24日 - ）は、日本の元AV女優。
東京都出身。身長165cm。スリーサイズ:B83 W60 H88　足のサイズ24cm。血液型:B型。

## 人物
- 中国人の血が入っているクォーター。現在は引退している。
- 初体験は18歳の時に相手はそのとき付き合っていた人と。
- 経験人数は3人だった。

## 作品

### アダルトビデオ
- 彼女はデリケート　専属デビュー第一弾!
- 真夏の出来事
- ICE・ICE・BABY
- リアル
- 誘惑ありったけ　さよなら奈生子

以上アロックスの作品
- 代表取締め役
- たまにはしゃぶりつきたい6
- いたぶり観音

以上VIPの作品
- セクシャルランチタイム
- DRESS2　女神を惑わせて

以上HRCの作品
- イカすフェチ天国III　口は猥褻のもと
- あえげば尊し…　聖ハレンチ女子大秘卒業式
- 高級OL倶楽部2（シャイ企画）
- メイストーム（イエローファクトリー）

### 写真集
- 熱風BIJIN（牧田仁撮影、1991年12月、大陸書房）
- エクスタシ－（斉木弘吉撮影、1992年3月、TIS）ISBN 9784847022401
- トロピカル・ボディー（牧田仁撮影、1993年8月、黒田出版興文社）ISBN 9784876732012

### 雑誌
- アップル通信 1991年8月号（表紙）